# مقاطعة نيز بيرس (أيداهو)
مقاطعة نيز بيرس (بالإنجليزية: Nez Perce County)‏ هي إحدى مقاطعات ولاية أيداهو في الولايات المتحدة الأمريكية.